# Plec pe Marte (album)
Plec pe Marte este al doilea album solo al lui Smiley, lansat la data de 30 martie 2010, la casa de discuri Cat Music.

## Ordinea pieselor
| Nr.             | Titlu                                | Lungime |  |
| 1.              | „Get you busy”                       | 3:14    |  |
| 2.              | „Trouble”                            | 3:47    |  |
| 3.              | „I'm sorry”                          | 3:47    |  |
| 4.              | „Plec pe Marte” (Feat. Cheloo)       | 3:55    |  |
| 5.              | „Dream girl”                         | 3:09    |  |
| 6.              | „Du-te” (Feat. Grasu XXL)            | 2:47    |  |
| 7.              | „Hello”                              | 4:32    |  |
| 8.              | „Love is for free” (Feat. Pacha Man) | 3:48    |  |
| 9.              | „Plouă”                              | 2:58    |  |
| 10.             | „Toygun”                             | 4:26    |  |
| 11.             | „One Woman” (Feat. Mandinga)         | 3:59    |  |
| 12.             | „Going home”                         | 2:58    |  |
| Lungime totală: | Lungime totală:                      | 43:21   |  |

Producător: Smiley

Muzică: Smiley, Don Baxter, Șerban Cazan, Karie, Cell Block, Alex Velea, Cheloo, Mandinga și Marius Pop.

Versuri: Smiley, Cheloo, Grasu XXL, Pacha Man, Alejandro Martinez și Karie.

Instrumentiști: Marius Pop (chitară), Marcel Moldovan (baterie), Radu Niculescu (chitară-bas), Alexandru Racoviță (clape) și Șerban Cazan (clape).

Mixaj: Andrei Kerestely - Mini Sound Studio

Mastering: Alex Kloos - Time Tools Mastering